# Leslie Bloom
Leslie Bloom (geb. vor 1971) ist ein Szenenbildner.

## Leben
Bloom begann seine Karriere im Filmstab 1971 als im Abspann nicht genannter Requisiteur bei der Filmkomödie Keiner killt so schlecht wie ich. In der Folge arbeitete er für Regisseure wie Sidney Lumet und Martin Scorsese. 1979 war er bei Manhattan erstmals für Woody Allen tätig; bis 1987 wirkte er an vier dessen Filmen. Für Allens Komödie Radio Days war er zusammen mit Santo Loquasto, George DeTitta Jr. und Carol Joffe 1988 für den Oscar in der Kategorie Bestes Szenenbild nominiert, die Auszeichnung ging in diesem Jahr jedoch an den Monumentalfilm Der letzte Kaiser. Zu Blooms späteren Filmen zählen Oliver Stones Wall Street und Ridley Scotts Black Rain.
1995 arbeitete er mit der Seifenoper Central Park West erstmals beim Fernsehen. Ab 2001 wirkte er eine Dekade lang an der Fernsehserie Criminal Intent – Verbrechen im Visier, er war an 193 der insgesamt entstandenen 195 Episoden tätig.

## Filmografie (Auswahl)
- 1971: Keiner killt so schlecht wie ich (A New Leaf)
- 1973: Serpico
- 1976: Taxi Driver
- 1978: Rendezvous mit einer Leiche (Appointment with Death)
- 1979: Manhattan
- 1981: Der ausgeflippte Professor (So Fine)
- 1983: Zelig
- 1984: Broadway Danny Rose
- 1984: Cotton Club (The Cotton Club)
- 1985: Susan … verzweifelt gesucht (Desperately Seeking Susan)
- 1987: Radio Days
- 1987: Wall Street
- 1989: Black Rain
- 1990: Ghost – Nachricht von Sam (Ghost)
- 1990: Stanley & Iris
- 1990: GoodFellas – Drei Jahrzehnte in der Mafia (Goodfellas)
- 1991: Der große Blonde mit dem schwarzen Fuß (True Identity)
- 1991: Ein ganz normaler Hochzeitstag (Scenes from a Mall)
- 1992: The Babe – Ein amerikanischer Traum (The Babe)
- 1994: Die Indianer von Cleveland II (Major League II)
- 1995: Stirb langsam: Jetzt erst recht (Die Hard with a Vengeance)
- 1996: Striptease
- 1997: Fletcher’s Visionen (Conspiracy Theory)
- 1997: Vertrauter Feind (The Devil’s Own)
- 1998: Rendezvous mit Joe Black (Meet Joe Black)
- 1999: Big Daddy

## Auszeichnungen
- 1988: Oscar-Nominierung in der Kategorie Bestes Szenenbild für Radio Days